# Gaig atzur
El gaig atzur (Cyanocorax coeruleus) és una espècie d'ocell de la família dels còrvids (Corvidae) que habita boscos i matolls de l'est del Paraguai, nord-est de l'Argentina i zones properes del Brasil.